# Hirschbach (Glashütte)
Hirschbach ist ein Ortsteil der sächsischen Stadt Glashütte im Landkreis Sächsische Schweiz-Osterzgebirge.

## Geografie
Hirschbach liegt etwa acht Kilometer nördlich von Glashütte im Osterzgebirge. Der Ort liegt an der Hirschbacher Heide.

### Nachbarorte
| Reinberg      | Hermsdorf am Wilisch                        | Lungkwitz |
| Oberhäslich   | Kompassrose, die auf Nachbargemeinden zeigt | Hausdorf  |
| Reinholdshain | Reinhardtsgrimma                            |           |

## Geschichte
Das Waldhufendorf Hirschbach wurde 1422 erstmals urkundlich erwähnt. Der Ort war 1548 zum Amt Pirna und seit 1590 zum Amt Dippoldiswalde gehörig. Von 1856 bis 1875 gehörte Hirschbach dem Gerichtsamt Dippoldiswalde an, danach der Amtshauptmannschaft Dippoldiswalde. Der Ort war nach Reinhardtsgrimma gepfarrt. Im Jahr 1900 betrug die Fläche der Gemarkung 352 Hektar. Die Bevölkerung Hirschbachs teilte sich 1925 in 318 evangelisch-lutherische Einwohner und zwei Katholiken auf. 1952 wurde Hirschbach Teil des Kreises Dippoldiswalde. Der nördlich von Hirschbach gelegene Ort Hermsdorf am Wilisch wurde 1968 eingemeindet. Der Kreis Dippoldiswalde ging 1994 in den Weißeritzkreis über. Ein Jahr später schloss sich Hirschbach mit Cunnersdorf, Frauendorf (Ober- und Niederfrauendorf) sowie Reinhardtsgrimma zur neuen Gemeinde Reinhardtsgrimma zusammen, die 2008 nach Glashütte eingemeindet wurde. Hirschbach wurde im August 2008 Teil des aus Landkreis Sächsische Schweiz und Weißeritzkreis gebildeten Landkreises Sächsische Schweiz-Osterzgebirge.

### Entwicklung der Einwohnerzahl
| Jahr | Einwohnerzahl                             |
| ---- | ----------------------------------------- |
| 1612 | 12 besessene Mann, 26 Gärtner und Häusler |
| 1764 | 22 besessene Mann, 9 Häusler              |
| 1834 | 294                                       |
| 1871 | 304                                       |

| Jahr | Einwohnerzahl |
| ---- | ------------- |
| 1890 | 296           |
| 1910 | 314           |
| 1925 | 320           |
| 1939 | 313           |

| Jahr | Einwohnerzahl |
| ---- | ------------- |
| 1946 | 458           |
| 1950 | 442           |
| 1964 | 399           |
| 1990 | 467           |